# ناثان براون (لاعب دوري الرغبي)
ناثان براون (بالإنجليزية: Nathan Brown)‏ هو لاعب دوري الرغبي أسترالي، ولد في 31 يوليو 1973 في Maclean, New South Wales ‏ في أستراليا.